# Torgeir Brandtzæg
Torgeir Brandtzæg (n. 6 octombrie 1941, Comuna Steinkjer, Nord-Trøndelag, Norvegia) este un săritor cu schiurile ce a reprezentat Norvegia, medaliat olimpic. A participat la o ediție a Jocurilor Olimpice (1964) în care a câștigat două medalii de bronz.